# Far from Erin's Isle
Pour plus de détails, voir Fiche technique et Distribution.
Far from Erin's Isle est un film américain sorti en 1912, réalisé durant l'été 1911 par Sidney Olcott avec Jack J. Clark et Gene Gauntier dans les rôles principaux.

## Fiche technique
- Réalisation : Sidney Olcott
- Scénario : Gene Gauntier
- Photographie : George K. Hollister
- Production : Kalem
- Distribution : General Film Company
- Décors : Allen Farnham
- Longueur : 317 m
- Date de sortie : 1912

## Distribution
- Gene Gauntier : Kathleen
- Jack J. Clark : Brian
- Alice Hollister
- J. P. McGowan

## Anecdotes
Le film a été tourné en Irlande durent l'été 1911; à Beaufort, comté de Killarney et à New York, Ellis Island.